# Steve Soto
Steve Soto (23 de agosto de 1963 - 27 de junio de 2018), fue un músico estadounidense de origen mexicano y sueco. Soto fue un instrumentista de múltiples talentos, miembro fundador de la banda de Punk de California Agent Orange en 1979, y miembro fundador de Adolescents en 1980. Tocaba el bajo en ambas bandas, Soto también fue miembro de Legal Weapon, Joyride, Manic Hispanic y el Supergrupo punk 22 Jacks. Soto lideró su propia banda, Steve Soto and the Twisted Hearts y también se convirtió en miembro del Punk Rock Karaoke en 2001.

## Agent Orange (1979)
Soto fue miembro fundador de la banda Punk en Placentia (California), en 1979. Fueron uno de los primeros grupos en mezclar punk rock con música de surf. Soto dejó la banda después de un año para formar Adolescentes.

## Adolescents (1980-81, 1986-89, 2001-2018)
Los adolescentes se formaron en Fullerton (California), en 1980 y fueron uno de los principales actos Punk que surgieron del Condado de Orange (California) , junto con sus compañeros en el Agent Orange y Social Distortion. El álbum debut de la banda, Adolescents (álbum) de 1981 (también conocido como The Blue Album) fue uno de los primeros discos Hardcore punk que se distribuyó ampliamente en todo Estados Unidos, y se convirtió en uno de los álbumes hardcore de California más vendidos detrás del álbum de los Dead Kennedys de 1980 , Fresh Fruit for Rotting Vegetables , vendiendo más de 10,000 copias. Tras el lanzamiento de su EP Welcome to Reality de 1981, la banda se separó. En 1986, la alineación original de Adolescents se reunió para realizar un concierto en el Fenders Ballroom en Long Beach (California).
El concierto fue un gran éxito tanto para los fanáticos como para los críticos, lo que llevó a la reforma del grupo original. Los cambios en la alineación, incluido el cantante principal Tony Brandenburg, que se unieron a los Flower Leperds (también conocido como Tony Cadena, Tony Reflex) hicieron que Rikk Agnew compartiera sus deberes vocales con Soto. En 1988 Soto fue el vocalista principal de la banda. En 1989, Adolescents se separó por segunda vez. En 2001, la alineación de The blue album de Adolescentes se reformó para actuar en una fiesta de cumpleaños para la esposa del cantante Tony Reflex y en los años siguientes la banda tocó esporádicamente. Animados por la respuesta a sus shows de reunión, Reflex sugirió que la banda comenzara a escribir nuevo material. The Adolescents emitió un EP titulado Unwrap and Blow Me! en 2003, limitado a 100 copias y compuesto por seis nuevas canciones. La banda realizó un show el 3 de octubre de 2003 en House of Blues en Downtown Disney , que fue filmado y grabado para la serie en vivo de Kung Fu Records The Show Must Go Off! . El álbum y DVD en vivo resultante , titulado Live at the House of Blues , fue lanzado el 24 de febrero de 2004. Al año siguiente, la banda lanzó The Complete Demos 1980–1986 que recopiló todas las grabaciones de demostración de los primeros años de los adolescentes. Tras la partida de Rikk Agnew , The Adolescents decidió continuar como cuarteto, regrabando las nuevas canciones que habían hecho con Rikk y grabando varias más para su álbum de regreso de 2005, OC Confidential , que finalmente tardó más de dos años en completarse. El guitarrista fundador Frank Agnew dejó la banda en 2006 dejando a Soto y Reflex como los únicos miembros constantes de la banda y compositores principales a partir de este momento. En 2009 se lanzó un EP dividido con la banda Burning Heads y en 2011 la banda lanzó el álbum de estudio The Fastest Kid Alive . En 2012, y los adolescentes lanzaron el EP American Dogs in Europe junto con una gira europea. Soto lanzaría cuatro álbumes más con la banda, incluidos Presumed Insolent en 2013, La Vendetta ... en 2014, Manifest Density en 2016 y el noveno álbum de la banda, Cropduster fue lanzado el 20 de julio de 2018, un mes después de su fallecimiento.